# Hancavický rajón
Hancavický rajón (bělorusky Ганцавіцкі раён, ukrajinsky Ганцавички рејон, rusky Ганцевичский район) je územně-správní jednotkou na severovýchodě Brestské oblasti v Bělorusku. Administrativním centrem rajónu je město Hancavičy (bělorusky Ганцавічы, rusky Ганцевичи).

## Geografie
Rajón zaujímá rozlohu přibližně 1 710 km² a rozkládá se na severovýchodě Brestské oblasti, hraničí s Luniněckým, Pinským, Ivacevickým a Ljachavickým rajónem v Brestské oblasti, Kleckým a Salihorským rajónem v Minské oblasti.
Rajón se skládá z 8 vesnických rad (selsovětů): Aharevický selsovět (10 vesnic), Dzjaniskavický selsovět (1 vesnice), Ljubašaŭský selsovět (5 vesnic), Ljusinský selsovět (3 vesnicе), Malkavický selsovět (3 vesnic), Nacký selsovět (8 vesnice), Chatynický selsovět (3 vesnice) a Čudzinský selsovět (3 vesnice). Celkem má rajón 36 osad.
Území rajónu je nízko položené a patří k Pripjaťskému Polesí. Celkem 85 % rozlohy rajónu leží v nadmořské výšce 150 až 160 metrů, 13,8 % území je položeno pod úrovní 150 m. Nejvyšší bod měří 195,8 m a leží v severní části rajónu, v blízkosti Šaški. Bod s nejmenší nadmořskou výškou se nachází v jihovýchodní části rajónu, v údolí řeky Cna a leží 145 m nad mořem.
Průměrná teplota v lednu činí −5,3 °C v červenci 19,4 °C. Úhrn srážek je 616 mm za rok. Hlavní řekou je Laň s přítoky Nača, Cna a Bobryk. Na řece Laň leží Laktyšinská nádrž.
Rajón je jedním z nejvíce zalesněných rajónu v Brestské oblasti, lesy zabírají 53 % jeho území. K největším lesním masivům patří Padvjaliki Moch, Pustaš-Dabraluckaje, Hal a Pjatrova Paljana. Na území rajón se nachází hydrologický rezervace Vjaliki Moch, která je součástí rezervace Vyhanaščanskaje. V rajónu leží i Borská a Jelocká rezervace.

## Historie
Město Hancavičy, podle něhož nese rajón svůj název, bylo založeno v roce 1898. Velký rozvoj město zaznamenalo díky výstavbě železniční tratě Baranavičy — Hancavičy — Luniněc v roce 1884. Rajón byl založen 15. leden 1940.
Území rajónu bylo osídleno již před 4. až 5. tisíciletím př. n. l.
V 10. a 11. století bylo na území vystavěno více než 100 pohřebních mohyl, které jsou pod ochranou Běloruské republiky. V 15. a 16. století byly na území rajónu založeny první vesnice, například Čudzin nebo Budča. V té době bylo území součástí Pinského a Turaŭského knížectví. Do konce 18. století byl rajónu součástí Litevského velkoknížectví a Republiky obou národů. Na konci 18. století se území nacházelo pod správou Ruské říše.
V letech 1917—1920 byl rajón pod správou Sovětského svazu a v letech 1921—1939 bylo území rajónu součástí Polska.
Nejtragičtějším obdobím v historii rajónu byla Velká vlastenecká válka, během níž bylo zastřeleno, zaživa upáleno nebo pověšeno na 8 725 lidí, tedy každý čtvrtý obyvatel. Téměř 5 000 obyvatel bojovala proti nacistickým jednotkám na frontách a v partyzánských oddílech. Celkem 1 330 lidí bylo vyznamenáno řády a medailemi za službu na frontě a 1 130 osob se nevrátilo do svých domovů, byli zabiti nebo zmizeli.
Během bojů v Afghánistánu v letech 1979—1989 sloužilo ve válce 97 obyvatel rajónu a dvěma z nich byl posmrtně udělen Řád Rudé hvězdy. Více než 600 obyvatelům byly uděleny řády a medaile. Celkem 20 z nich nese titul Zasloužená osobnost Běloruské republiky.

## Pamětihodnosti
Na území rajónu leží 36 historických, 10 archeologických a 4 architektonické památky, například spaso-preobraženský chrám v obci Budča, kostel svatého Jiří v obci Vjalikija Kruhovičy, panské sídlo v obci Aharevičy nebo kostel svatého Jiří v obci Čudzin.

## Doprava
Rajónem prochází silniční spojení R13: Kleck — Siljaŭ‎ka — Hancavičy — Luniněc a R105: Hancavičy — Lahišyn.

## Média
- „Савецкае Палессе“ (Savěckaje Paljessje) — nejstarší společensko-politické noviny v rajónu, publikovány od 1. srpna 1945

- „Ганцавіцкі час“ (Hancavicki čas) — společensko-politické nezávislé noviny, první číslo bylo vydáno 16. prosince 2001

## Slavní rodáci
- Michail Michajlavič Rudkoŭski (Міхаіл Міхайлавіч Рудкоўскі, 1936 Vostraŭ — 1991) — běloruský básník a překladatel

- Ivan Aljaksandravič Kirejčyk (Іван Аляксандравіч Кірэйчык, 1935 Huta — 1996) — běloruský spisovatel

- Vasil Fjodaravič Praskuraŭ (Васіль Фёдаравіч Праскураў, 1926 Něhacina — 1987) — běloruský spisovatel a publicista, zasloužený umělec Běloruska (1968)

- Viktar Kanstancinavič Hardzej (Віктар Канстанцінавіч Гардзей, 1946 Malyja Kruhovičy) — běloruský básník, prozaik a překladatel

- Aljaksandr Kanstancinavič Kasko (Аляксандр Канстанцінавіч Каско, 1951 Čudzin) — běloruský básník

- Uladzimir Antonavič Maruk (Уладзімір Антонавіч Марук, 1954 Huta — 2010) — běloruský básník a překladatel

- Ivan Pilipavič Lahvinovič (Іван Піліпавіч Лагвіновіч, 1940 farma Zaprapasc, 5 km od obce Malkavičy — 2011) — běloruský básník

- Aljaksandr Kazimiravič Sjeržputoŭski (Аляксандр Казіміравіч Сержпутоўскі, 1864 Bjaljevičy — 1940) — běloruský a sovětský etnograf, folklorista, lingvista a spisovatel, autor 45 vědeckých publikací, člen 25 etnografických, antropologických a jazykových expedic